# EE-T1 Osório
O EE-T1 Osório é um carro de combate pesado desenvolvido nos anos 80 pela empresa brasileira Engesa. Seria o primeiro main battle tank (MBT) legítimo brasileiro, competitivo no mercado internacional, ao contrário do Tamoyo da Bernardini, adequado às condições operacionais e financeiras do Exército Brasileiro. Já foi chamado de "mais sofisticado produto da indústria bélica nacional". Sob a denominação de "Al Fahd" participou de uma concorrência para o Exército Saudita, mas a opção pelo M1 Abrams inviabilizou sua produção. Não teve comprador e a Engesa faliu em 1993.

## História

### Decisões iniciais
No início dos anos anos 80 os principais MBTs eram o M1 Abrams, o Leopard 2, o Challenger 1, o AMX-40 e o T-80. A Arábia Saudita queria substituir seus 800 M60 e AMX-30. Os Emirados Árabes Unidos precisavam de 300 unidades. Também havia demanda no Omã, Grécia e Turquia. O Exército Brasileiro precisava aposentar seus 350 M41 Walker Bulldog, mas, talvez por ter prioridade defensiva e pouco orçamento para a manutenção, o que ambicionava no lugar não era um main battle tank. Seu peso seria no máximo 36 toneladas, sua largura no máximo 3,2 metros para caber nas ferrovias brasileiras e sua produção compatível com equipamentos existentes e sem importações. O projeto que cumpriu essas exigências foi o MB-3 Tamoyo. Os custos do desenvolvimento dos carros de combate brasileiros seriam arcados pelos próprios desenvolvedores.
Entretanto a Engesa, até então produtora de blindados sobre rodas — os sucessos EE-9 Cascavel e EE-11 Urutu, para os quais ainda havia mercado — anunciou em 1982 sua entrada no mercado dos tanques. Seu projeto atendia à largura exigida mas, ao contrário das 36 toneladas do Tamoyo, tinha 42, pois era mais avançado, tendo no horizonte o mercado externo.  O peso dos MBTs estrangeiros ia de 44,5 a 62 toneladas. A Arábia Saudita tentara comprar o Leopard 2, mas a Alemanha Ocidental não venderia para fora da OTAN; estava assim à procura de um fornecedor. O presidente da Engesa, José Luiz Whitaker Ribeiro, confiava no sucesso com a versatilidade da empresa e a presença em caixa de 30% do valor estimado.
Como a Engesa não tinha experiência com carros de combate e seu pessoal estava ocupado, procurou uma parceria internacional. A Thyssen-Henschel alemã ofereceu um projeto chamado Leopard 3, mas a comitiva brasileira descobriu que não poderia concorrer com os MBTs: era um veículo de combate de infantaria relacionado ao TAM argentino, feito a partir do Marder. Procuraram a Porsche, mas o governo alemão vetou a parceria. A blindagem desenvolvida pela Armscor sul-africana era interessante, mas as dificuldades políticas causadas pelo apartheid impediram a parceria. Uma aliança foi enfim encontrada com a Vickers britânica, que fez a torre. Como José Luiz queria terminar em um ano e meio, terceirizar a torre era crucial. O restante do projeto coube aos engenheiros da Engesa.
Para os sauditas, ricos com o petróleo, seria feito o EE-T2 (batizado Al Fahd em homenagem ao monarca), com um canhão de 120 mm e optrônicos mais avançados. Já o Exército Brasileiro ficaria com o EE-T1, com canhão de 105 mm e custos compatíveis com os orçamentos brasileiros. Esta versão foi batizada "Osório" em homenagem ao patrono da cavalaria brasileira. "EE-T2" era usado dentro da empresa para a versão internacional mas não foi oficializado; o nome era ou "EE-T1 Osório" ou "Al Fahd".

O mercado de tanques nos anos 80
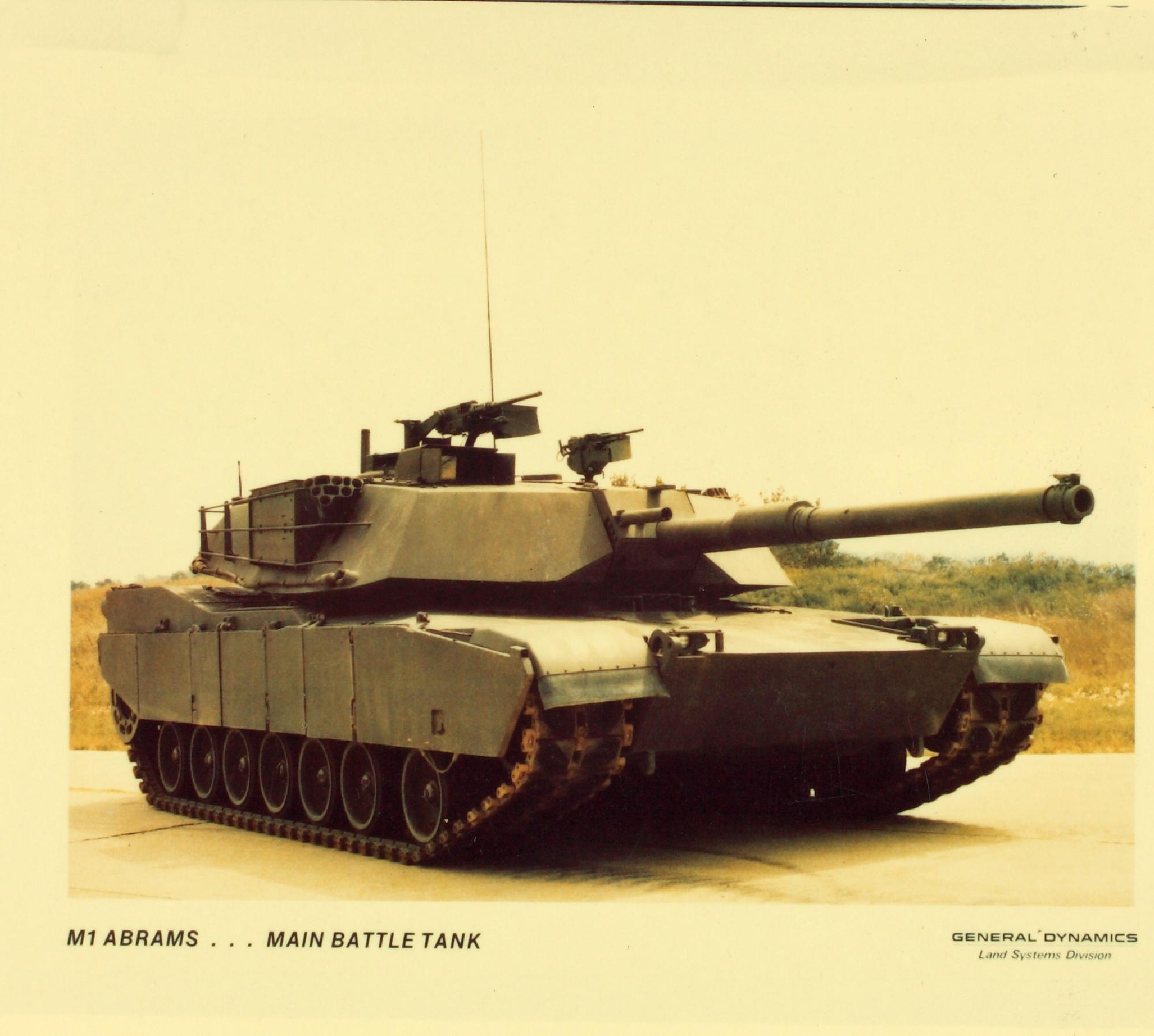
M1 Abrams
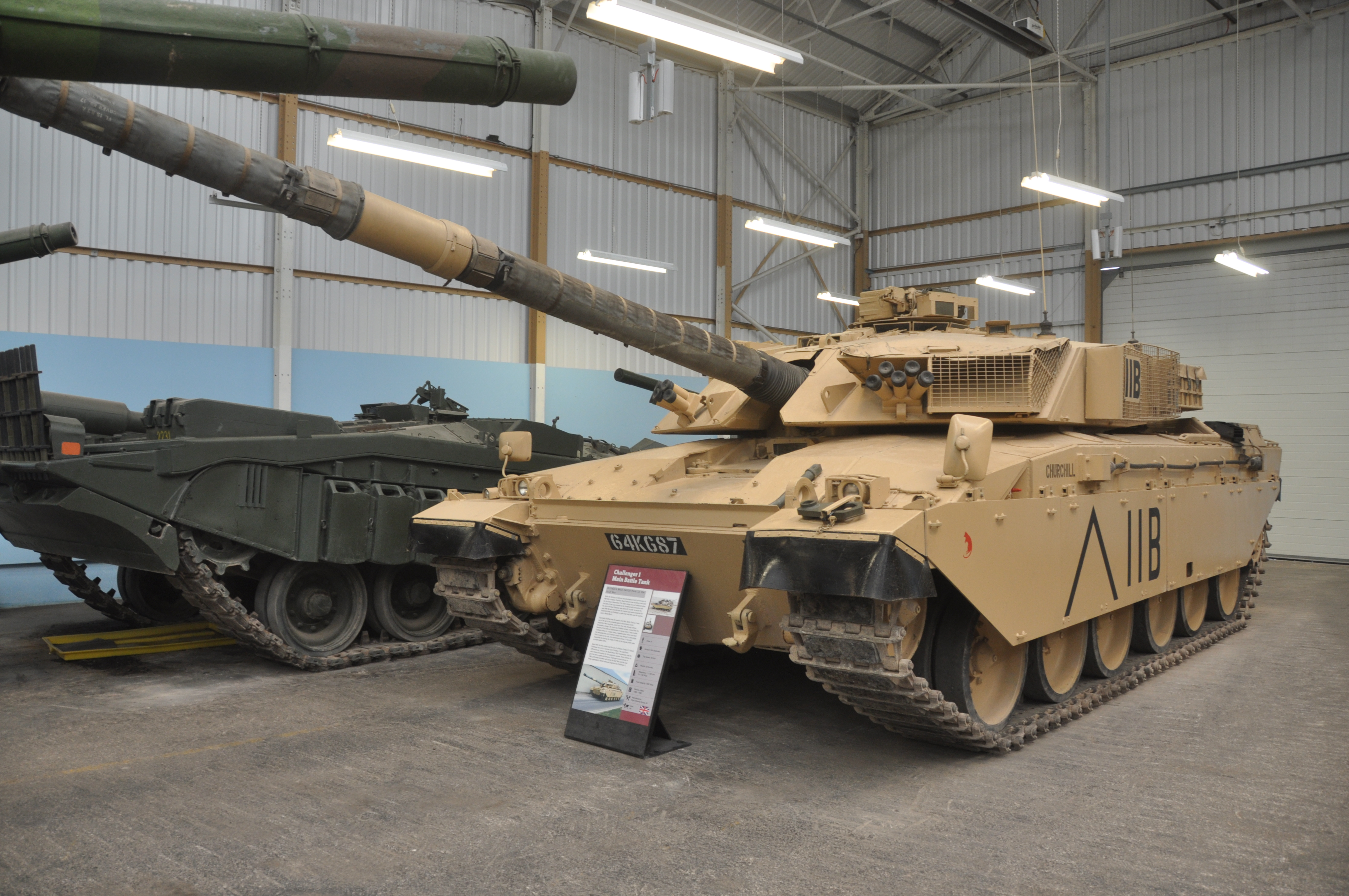
Challenger 1
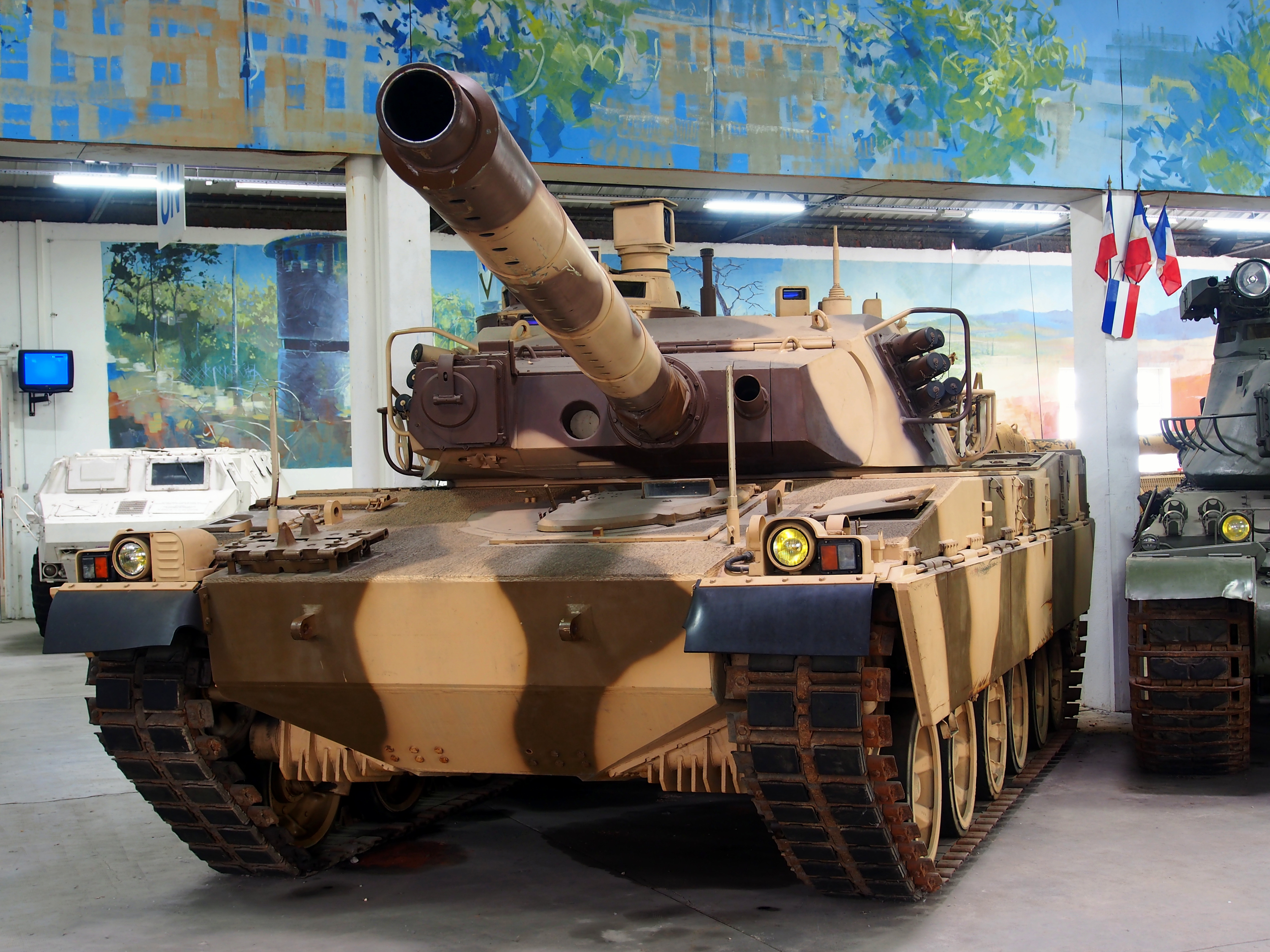
AMX-40
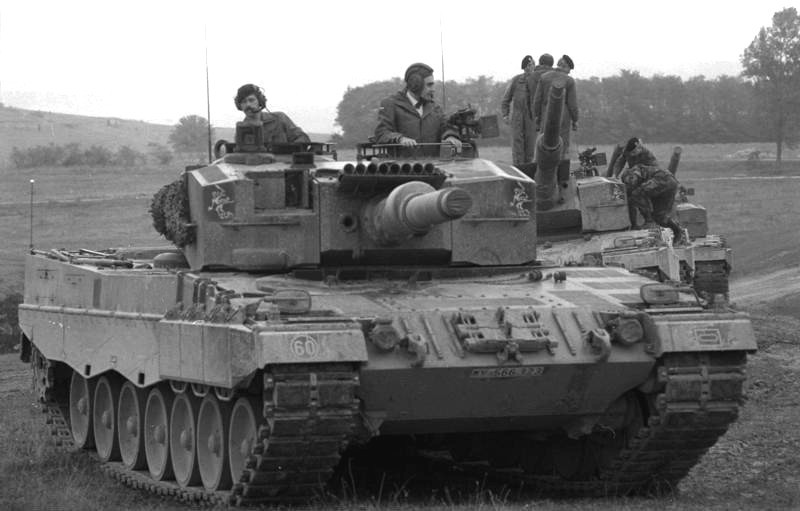
Leopard 2
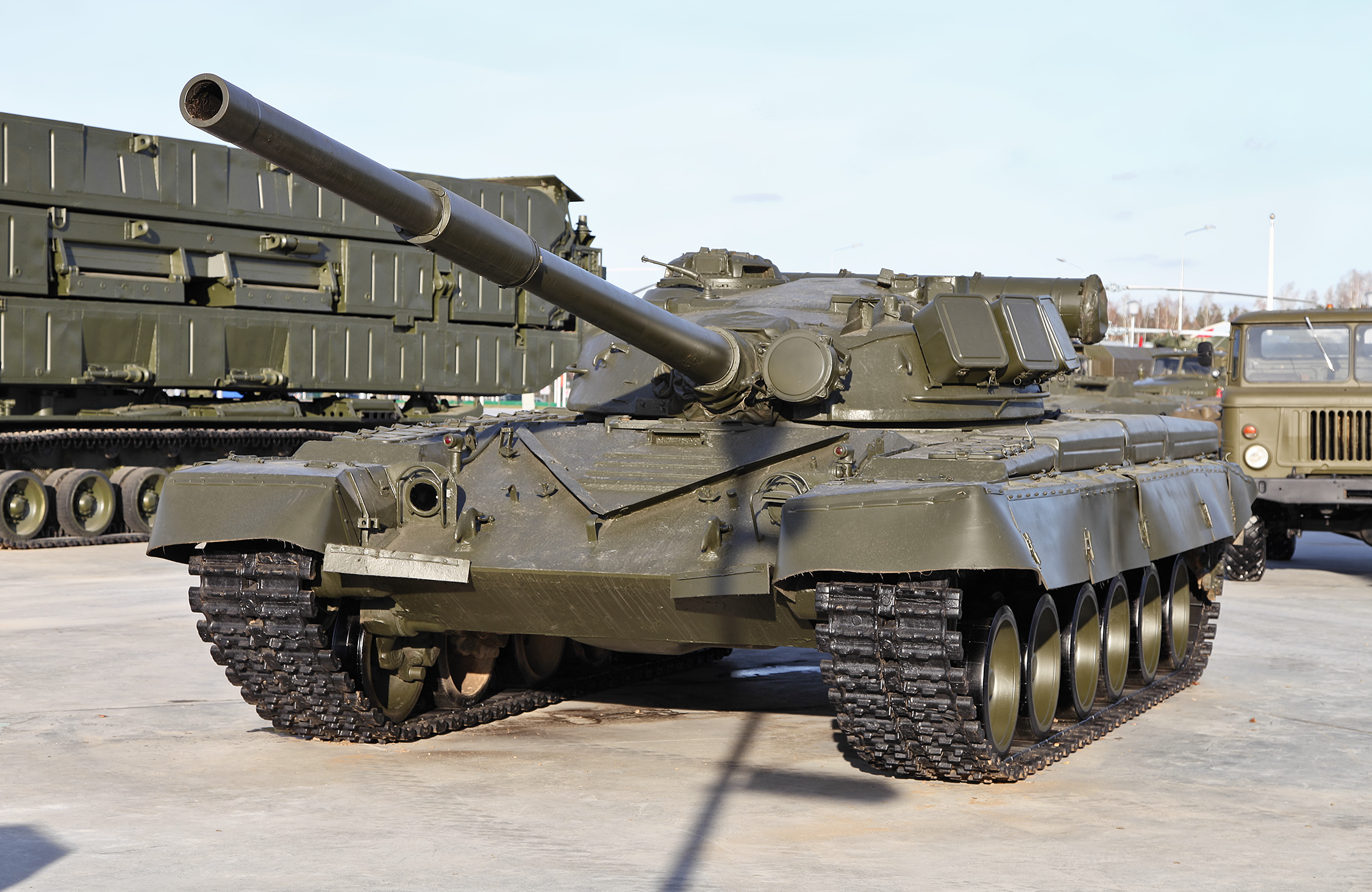
T-80

### Desenvolvimento
| Participação estrangeira | Participação estrangeira |
| Componente               | País                     |
| ------------------------ | ------------------------ |
| Suspensão                | Reino Unido              |
| Transmissão              | Alemanha Ocidental       |
| Motor diesel             | Alemanha Ocidental       |
| Torre                    | Reino Unido              |
| Canhão 105 mm            | Reino Unido              |
| Canhão 120 mm            | França                   |
| Controle de tiro         | /                        |
| Arrefecimento            | Reino Unido              |
| Lagartas                 | Alemanha Ocidental       |

O projeto era brasileiro mas incorporando os melhores componentes do mercado, com alta tecnologia, para competir com os concorrentes mais modernos. A alta taxa de importação era comum nos armamentos brasileiros. Foi necessária uma "peregrinação" para chegar aos detentores das tecnologias e as retaliações sofridas — por exemplo, a G.L.S., subsidiária da Krauss-Maffei, convenceu outras empresas a não colaborar com o projeto do Osório — levaram a uma contínua procura por novos fornecedores. Com a importação não foram aproveitados os ganhos de escala de comprar da indústria automotiva nacional.
José Luiz convidou o professor Richard Marian Ogorkiewicz, autor de livros sobre blindados, e Christopher Foss, editor da Jane’s Armour and Artillery, para ouvir suas opiniões. Em seguida tentou contratar um especialista para desenvolver o tanque, mas ele foi perdido para uma contraproposta da Mercedes. O programa coube então ao pessoal da própria empresa, começando com a chefia de Paulo André del Negro. Após seis meses a um ano ele foi promovido a gerente de produção da fábrica de São José dos Campos e sucedido por Odilon Lobo de Andrade Neto. Os engenheiros eram jovens, com no máximo quatro anos de prática. O Exército colaborou, cedendo dois engenheiros do seu Centro Tecnológico (CTEx) para trabalhar na comunicação e manutenção.
Não houve planejamento sistemático das finanças. O montante final gasto foi de 50 a 150 ou 250 milhões de dólares. As dívidas da Engesa, especialmente com o setor público (BNDES e FINEP) chegavam a U$ 400 milhões em 1988, tanto pelo projeto do Osório quanto com a duplicação da força de trabalho e a criação de subsidiárias de pesquisa e desenvolvimento. Entre elas estava a Engepeq, que lidava com a moderna CAD/CAM usada no desenvolvimento do tanque.
Foram montados um mock-up em tamanho real e cinco protótipos: 
- P0, com torre e canhão falsos, cores e emblemas do Exército e rodas vazadas. Desmanchado pela própria Engesa.
- P1, com torre de 105 mm e escapamento lateral acima da última roda de apoio. Quase todo desmanchado.
- Segundo P1, originado do P1. É a versão Exército Brasileiro. Ainda existente.
- P2, com torre de 120 mm. Era a versão para a Arábia Saudita. Ainda existente.
- Cabeça da série saudita, vendido para sucata antes que estivesse pronto.

Existiram assim três motores, do P1, do P2 e do cabeça. Em 1983 foi construído um mock-up em tamanho real. Em outubro de 1984 estava pronto o P0. A torre de 105 mm, desenvolvida na Vickers desde 1983, foi em 1985 instalada no chassi do P0, que tornou-se o P1. Na volta dos primeiros testes sauditas em 1985 o P1 foi desmanchado, originando o segundo P1. A torre de 120 mm chegou em 1986 e foi testada no Brasil no início de 1987, simulando as condições do Oriente Médio. O desenvolvimento arrastou-se ao último momento, a ponto de não sobrar tempo para chegar à disputa final por transporte marítimo. Um 747 da Air France levou a versão de exportação à Arábia Saudita.
O início da produção era esperado para os anos 90, e a princípio a demanda do Exército Brasileiro seria de 70 unidades. Peru e Panamá seriam compradores potenciais da versão de 105 mm. O Irã foi sondado como comprador — secretamente, pois o Brasil estava do lado do Iraque na guerra entre os dois — mas não teve interesse, e tampouco o Iraque quis comprar.

### Testes

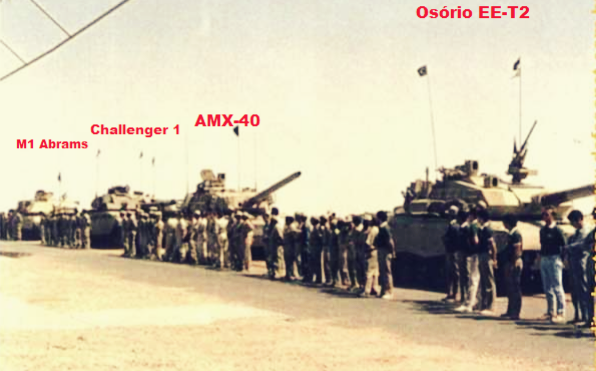
Os candidatos

Enquanto o chassi ainda era desenvolvido, testes de blindagem foram realizados no CTA (Centro Tecnológico Aeroespacial), com a utilização de canhões de 25 mm suíços, comprados pela própria Engesa, em túnel balístico com modelos reduzidos de blindagem e aumento de velocidade dos projéteis, imitando-se assim o disparo de armas de 105mm e 120mm.
A Engesa pediu aos sauditas para testar o P1 no seu território, de forma a conhecer o local da avaliação definitiva e demonstrar que o tanque era uma realidade. Foi de Jumbo 747 a Riade, encontrando ali o Challenger 1. Era incoerente apresentar um veículo longe de definitivo, e de fato, os sauditas aceitaram-no mas exigiram que voltasse com uma torre de 120 mm, tal como seus concorrentes. O Challenger fundiu o motor.
Os testes oficiais para o Exército, com o canhão de 105 mm, ocorreram de 1986 a 1987, originando o RTEx (Relatório Técnico Experimental) e RETOp (Relatório Técnico Operacional). Os militares gostaram do veículo, imaginando uma futura aquisição, e os resultados permitiram melhorias. Foram 3.269 km rodados (750 km no terreno arenoso da Marambaia) e 50 tiros disparados. Também foi percorrido terreno montanhoso. O P2 também foi testado na Marambaia.
A avaliação final saudita em 1987 foi com o Osório, M1A1 Abrams, AMX-40 e Challenger 1, avaliados em conjunto, exceto para o Abrams. Cada participante tinha por sorteio um oficial superior, quatro capitães, oito sargentos e um mês para treiná-los. Foram testados:
- 2.350 km rodados (200 km em treinamento, 400 km asfalto, restante em deserto; 6 foram em marcha a ré; um tanque de 35 toneladas foi rebocado por 10 km)
- Consumo de 2,1 km/l no deserto e 3,4 km/l em estrada pavimentada
- Superação de trincheiras de 3 m de largura, partida em rampas de 65%, rodar em rampa lateral de 30%, aceleração, frenagem e pivotamento (giro de 180 graus)
- Veículo parado por seis horas com o motor ligado
- Remoção de lagartas em 10 minutos e instalação em 20
- 149 ou 150 tiros – 20 em treinamento, 30 tiros em alta temperatura em Sharouah, 88 tiros em Khamis Mushait e 17 tiros ao final. Com o veículo estacionado os alvos estavam a até 4 km, e com ele em movimento, até 1,5 km. Os alvos podiam estar estacionados ou em movimento. 82 foram com ambos estacionados.[24]

O Challenger 1 fundiu o motor, o AMX-40 rodou 600 km e o Osório teve desgaste em dez bandas de borracha do rolamento das rodas. No teste final de tiro os acertos foram: Osório (8/12), Abrams (5/12), Challenger 1 (1/12) e AMX-40 (0/12). O Osório foi o único a acertar o tiro em alvo padrão OTAN a 4 km. Os tanques francês e britânico foram rejeitados, deixando o Osório e Abrams numa "short list" como passíveis de compra. O Osório, porém, teve desempenho superior ao Abrams em alguns quesitos.
Em 1988 seguiram-se testes em Abu Dhabi, pois os Emirados Árabes Unidos queriam acrescentar veículos mais modernos à sua frota de OF-40s. A avaliação foi com o Osório, AMX-40, C1 Ariete, Challenger 1 e um tanque chinês, avaliados em separado. Foram rodados 2.000 km. O resultado saudita para a torre foi considerado.  Não houve resultado declarado e os EAU acabaram comprando o Leclerc em 1993.

### Derrota na concorrência

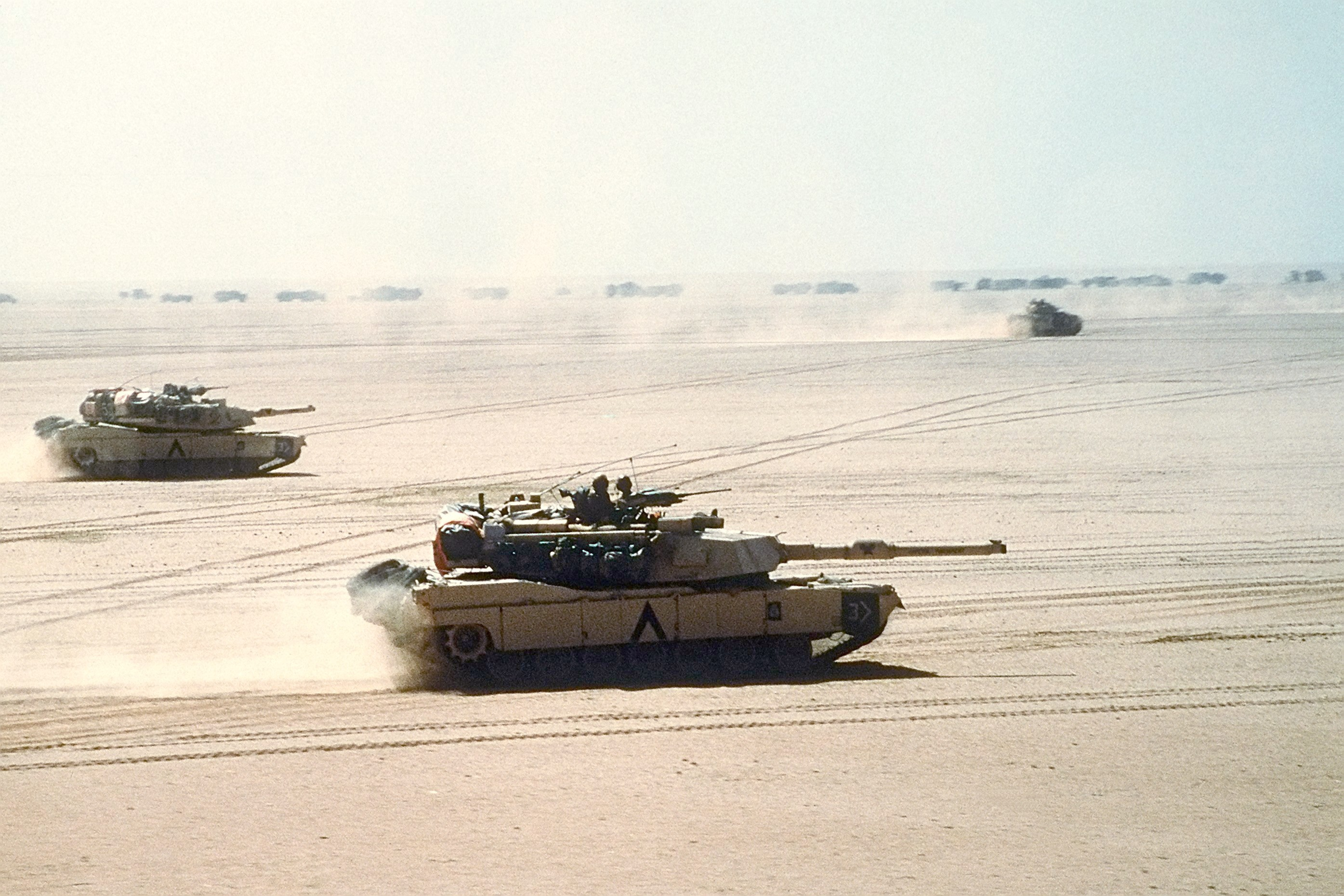
Abrams na Guerra do Golfo

Como seus concorrentes iniciaram o desenvolvimento na década anterior, os projetistas do Osório tiveram segurança em implantar a eletrônica embarcada, como giro e elevação acionados eletronicamente, conferindo uma vantagem qualitativa. Por outro lado o motor e a suspensão utilizados ainda não tinham eficiência comprovada no setor de defesa, e as empresas concorrentes eram bem consolidadas no Oriente Médio, seguramente apoiadas por seus governos e tinham tanques em uso e de desempenho conhecido.
Em 1987 o Diretor de Material Bélico do Exército, General Diogo Figueiredo, mostrou-se pessimista quanto à competição da Engesa com os outros lobbies, avaliando que não seriam comprados mais de 100 ou 150 Osórios, mesmo tendo bom resultado nos testes. As negociações dos sauditas com os brasileiros e americanos prosseguiram: os sauditas declararam sua intenção de comprar até 800 unidades, e os brasileiros propuseram construir plantas em território saudita. Seriam a princípio duas encomendas de 300 unidades a US$ 11 milhões cada, totalizando US$ 3,5 bilhões. Um acréscimo de 10% no preço pagaria uma unidade para o Exército Brasileiro a cada dez exportadas. O plano de industrialização previa a expansão do parque e maquinário para fabricar 317 unidades: 280 carros principais, 6 de treinamento e 31 recuperadores blindados, com entregas começando a partir de 15 meses da assinatura do contrato e ritmo de produção chegando a 17 unidades por mês.
O ministro do Exército Leônidas Pires Gonçalves esteve em Riade e o presidente Fernando Collor agendou duas reuniões com o rei Fahd, nenhuma das quais ocorreu.
Em 1990 estava claro que o Osório não seria comprado. Naquele ano o ditador iraquiano Saddam Hussein invadiu o Kuwait, deflagrando a Guerra do Golfo e entrando em conflito armado com os Estados Unidos e a Arábia Saudita. Tanto o Iraque quanto a Arábia Saudita eram importantes clientes da indústria bélica brasileira. Em novembro os sauditas anunciaram a compra de 315 M1A2, modelo mais avançado que o que competiu nos testes. A decisão datava de setembro de 1989. A compra já estava decidida antes de Collor contatar o rei Fahd.
O processo de escolha saudita não era diferente das concorrências internacionais para usinas elétricas no Brasil, nas quais as diferenças qualitativas não são tão grandes e o financiamento e diplomacia são determinantes. Assim a capacidade de pressionar os sauditas, que os brasileiros não tinham tanto, seria importante. O Osório não conseguiu competir com a pressão política americana em favor do Abrams. A Guerra do Golfo acentuou o problema ao aprofundar a confiança depositada pelos sauditas na defesa americana de sua soberania, além de ser uma demonstração de força da tecnologia bélica americana, incluindo o Abrams, que derrotou o T-72, referência dos projetistas da Engesa, e Urutus e Cascavéis brasileiros.
É possível que o interesse saudita demonstrado pelo Osório tenha sido somente um instrumento para pressionar os americanos a baixar o preço do Abrams. Isso teria sido visível quando em agosto de 1989 a imprensa anunciou que a compra seria concretizada em até dez semanas, mas os sauditas protelaram. Uma evidência era que o desejo de comprar o Abrams já tinha sido declarado quando a Alemanha Ocidental recusou a venda do Leopard 2.
Os sauditas duvidavam da capacidade da Engesa de entregar o tanque e tinham vários motivos possíveis para rejeitar o Osório. O Brasil e a Engesa eram fornecedores militares do Iraque, e outros países na mesma posição também enfrentaram reações. Os projetistas do Osório não tinham experiência com veículos sobre lagartas e mesmo prometendo apoio técnico após a transação, o período de "doenças na infância" seria maior. Dificuldades com a produção em larga escala poderiam atrasar a entrega, e a cadeia logística dispersa entre numerosos fornecedores estrangeiros era vulnerável a flutuações dessa oferta. Por fim, o Abrams já era produto estabelecido e testado em combate.

### Destino

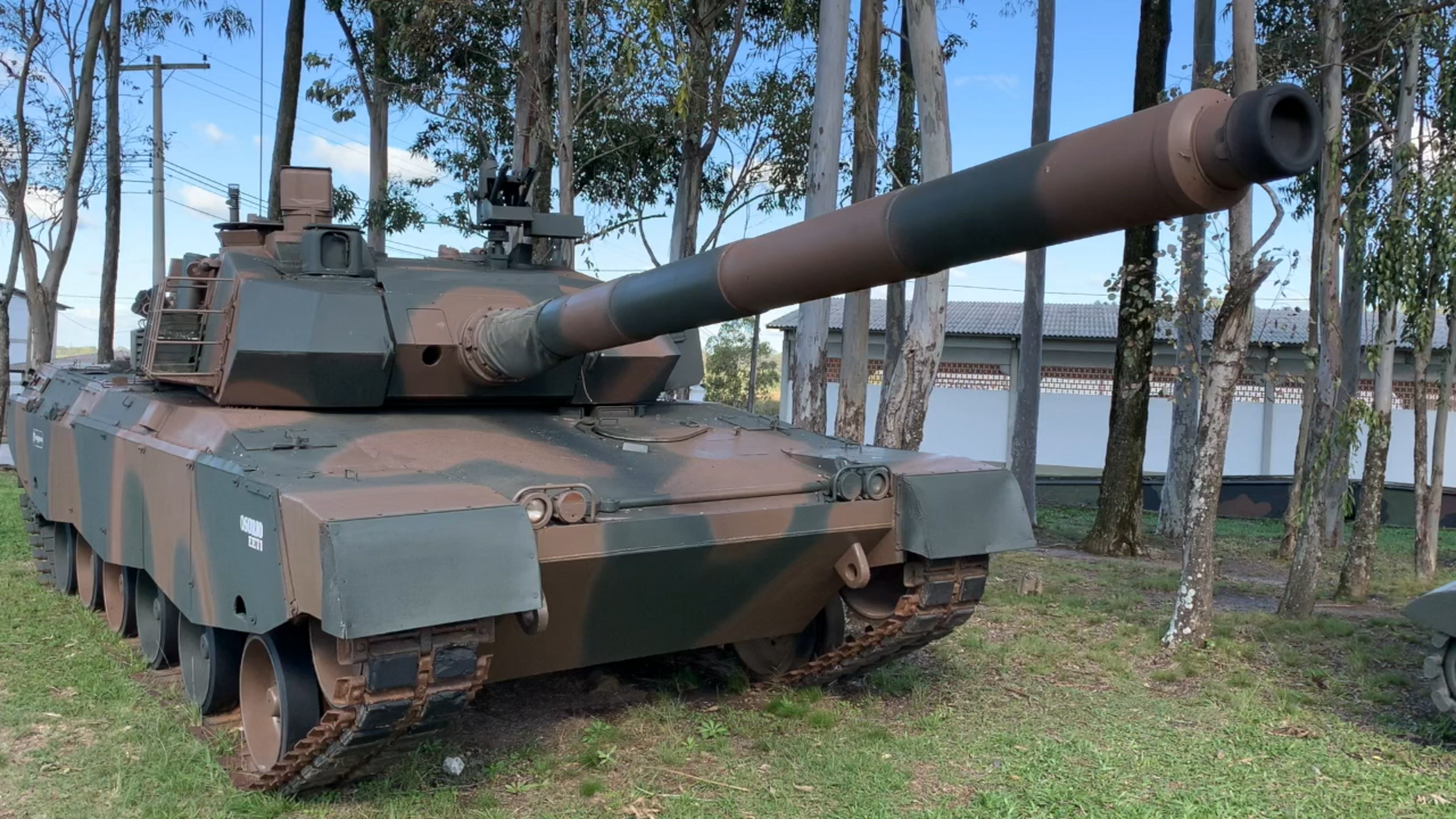
P2 no museu do CIBld em Santa Maria

Em 1988 a imprensa já noticiava o estado pré-falimentar da Engesa, que tinha endividamento crescente, não conseguia fabricar as encomendas obtidas e começava grandes demissões. Em 1990 entrou em concordata e em 1993 faliu, cessando as operações. A perda de todo o investimento no Osório foi um dentre os vários fatores na queda da empresa, junto à crise global da indústria, a má gestão, o não recebimento de US$ 200 milhões devidos pelo Iraque (outro efeito da Guerra do Golfo) e a diminuição do apoio do governo. Nessa crise o lucro com o Osório era a única possibilidade de saldar as dívidas. Após o fracasso na Arábia Saudita, não havia outro comprador. Com o fim da Guerra Fria o mercado estava inundado com armamentos da OTAN e do Pacto de Varsóvia. O interesse por blindados sobre rodas, e não sobre lagartas, era a tendência do momento. O comércio armamentista global estava numa fase de encolhimento.
O cabeça da série saudita foi cortado a maçarico e vendido como sucata. O P1 e o P2 foram tomados como garantia de pagamento das dívidas e deixados no Arsenal de Guerra de São Paulo, em Barueri. Ambos seriam levados a leilão em 2002 mas uma ação do Exército no Ministério Público de São Paulo impediu a venda. Os protótipos ficaram então com o 13.º Regimento de Cavalaria Mecanizado em Pirassununga. Em 2014 o P1 estava no Museu do Exército Conde de Linhares, no Rio de Janeiro, e o P2 no Centro de Instrução de Blindados em Santa Maria.
Os planos do Osório desapareceram, não sendo encontrados da fábrica em São José dos Campos ou no complexo administrativo em Barueri.

### Cronologia
| 1983 |                               |                                    | Início do desenvolvimento dos detalhes |
| 1983 | Início dos trabalhos na torre |                                    |                                        |
| 1984 | Julho                         |                                    | Revelação pública                      |
| 1984 | Setembro                      |                                    | P0 em operação                         |
| 1985 | Maio                          |                                    | Chegada da torre de 105 mm             |
| 1985 | Julho                         |                                    | P0 torna-se P1                         |
| 1985 | Julho                         | Primeiros testes na Arábia Saudita |                                        |
| 1986 | Dezembro                      | 16                                 | Início dos testes brasileiros          |
| 1987 | Abril                         | 14                                 | Fim dos testes brasileiros             |
| 1987 | Julho                         |                                    | P2 terminado                           |
| 1987 | Julho                         | 8                                  | Início dos testes sauditas finais      |
| 1987 | Setembro                      | 12                                 | Fim dos testes sauditas                |
| 1988 | Julho                         |                                    | Testes em Abu Dhabi                    |
| 1990 | Março                         | 21                                 | Engesa pede concordata                 |
| 1990 | Agosto                        | 2                                  | Invasão do Kuwait                      |
| 1990 | Novembro                      |                                    | Arábia Saudita decide comprar o Abrams |
| 1991 | Fevereiro                     | 28                                 | Fim da Guerra do Golfo                 |
| 1993 | Outubro                       | 18                                 | Falência da Engesa                     |

## Descrição

### Capacidades
Figura na terceira geração dos carros de combate. É "um projeto muito avançado para a indústria brasileira"; "os fabricantes compraram alguns dos melhores componentes disponíveis no exterior para produzir um tanque potencialmente formidável". Como resultado era também um veículo caro, com uma imensa cadeia logística.
Na tríade que define o carro de combate — poder de fogo, proteção e mobilidade — prioriza o poder de fogo e mobilidade em detrimento da proteção, embora a silhueta baixa seja vantagem defensiva. A blindagem resiste à munição de 105 mm. O freio e suspensão são notáveis, e o tiro controlado por computador é especialmente importante, dando "uma possibilidade de acerto com a viatura em movimento e o alvo em movimento superior a 85%". No topo da torre está uma câmara térmica com giro de 360°, e o comandante pode procurar um segundo alvo enquanto o atirador dispara.
Pode fazer tiro indireto, embora com precisão menor que um obuseiro.

### Componentes

#### Layout e proteção
Projetado pela própria empresa, o chassi é um "monobloco soldado composto por chapas blindadas monometálicas e bimetálicas estruturais". É dividido num compartimento para a tripulação e outro atrás para o "power pack", onde está o motor e transmissão, com três tampas em aço blindado bimetálico e grades de aço nas entradas e saídas. Os compartimentos têm isolamento acústico e são separados por uma porta resistente ao fogo. A condução fica na parte dianteira esquerda da carcaça, com o motorista dispondo de um painel de controle à esquerda e mais informações em outro painel disponível com a escotilha aberta e assento levantado. Na torre ficam o municiador, à esquerda, e o atirador e comandante à direita, com escotilhas para o municiador e comandante. As escotilhas abrem para trás. Escotilhas para evacuação também existem na parte inferior da carcaça. Na frente ficam faróis e alças de reboque. A torre desenvolvida pela Vickers também foi usada em seu modelo Mark 7, que não chegou a ser produzido em série.
A blindagem é brasileira e usa tanto a bimetálica quanto a composta. Seu desenvolvimento  exigiu um grupo de pesquisa de doutores da USP e a contratação dos engenheiros Gerald Cohron e Alan Petit. A ambição era conciliar uma proteção igual à dos outros tanques de terceira geração com um peso menor, mas os engenheiros acabaram aceitando que seria inferior à do Leopard 2, Abrams e Challenger 1, comparável à dos últimos modelos do Leopard 1. Ela consegue suportar um tiro de APFSDS 105 mm, e a Engesa pretendia elevá-la até suportar a munição APFSDS 120 mm.
A frente é angulada, aumentando a eficácia da defesa. A blindagem bimetálica era tecnologia já utilizada, produzida na Usiminas e trabalhada na Eletrometal. Externamente dura e internamente maneável, tem uma camada externa de aço duro e interna laminada de aço leve e temperado. A composta foi inspirada na blindagem Chobham do Challenger 1 e feita de metal e cerâmica. Enquanto a bimetálica cobre as outras partes, a composta cobre o arco frontal. Saias de aço blindado protegem as lagartas e suspensão.
Há um sistema anti-incêndio e o veículo poderia contar também com a proteção NBC (Nuclear, Biological, Chemical), consistindo em um isolamento total da cabine, criando um ambiente interno controlado. Entre esses dispositivos, cita-se como exemplo a abertura manual do canhão, mantendo o municiador fora de contato com a atmosfera exterior.[carece de fontes?] A blindagem reativa foi considerada mas os protótipos não foram preparados para recebê-la. Era possível instalar o sistema Saviour da companhia britânica Racal, que detecta a radiação do laser dos telêmetros inimigos e indica a direção com precisão de 45 graus. A neutralização dos telêmetros a laser do oponente era completada pelos lança-granadas fumígenas de 66 mm, quatro nas laterais do P1 e seis granadas em cada lateral do P2.
Ar condicionado, aquecedor e sistema de navegação inercial (incomum nos tanques dos anos 80) eram itens opcionais.

#### Motor e transmissão

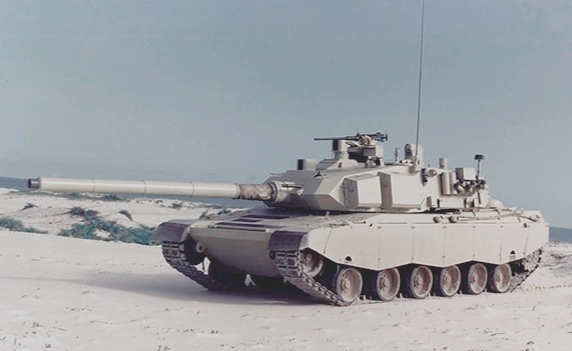
EE-T1

O motor diesel é o supercomprimido Motorenwerk Mannheim MWM 834 (ex TBD 234) na configuração V12, de 2.300 revoluções por minuto. O sistema elétrico tem um gerador de 28 volts e 18,2 kW e oito baterias de 12 volts e 100 ampéres-hora. O motor é de doze cilindros com injeção direta de combustível, deslocamento de 21,63 L e consumo de 200 g/kWh. Os tanques têm capacidade de 1380 L. A operação em altas temperaturas era prioridade e há ventiladores ao lado do motor, sob o teto da carcaça. O sistema de arrefecimento foi feito com a ajuda da Airscrew Howden britânica e tem 120 litros de fluido.
A intenção original era instalar o MTU alemão, utilizado nos Leopard 1 e 2, mas os representantes da MWM convenceram a Engesa de sua confiabilidade e durabilidade. A Rolls-Royce era outra opção não prosseguida para o motor. Era possível instalar um motor auxiliar para conduzir o gerador de energia quando o principal estivesse desligado. A experiência do primeiro teste saudita em 1985 levou à instalação de um dispositivo eletrônico de controle de potência do motor. Ele monitora as temperaturas de água do motor e óleo da transmissão automática e diminui a potência quando o calor é grande demais. Técnicos bem adestrados podem trocar o motor em apenas 20 minutos.
Para a transmissão, estudou-se duas transmissões, a HSWL 234, da Renk Aktiengesellschafte, já usada no Leopard 2, e a LSG 3000, da ZF Friederichshafen AG, usada no Tipo 88 sul-coreano e Ariete italiano. Optou-se pela transmissão da ZF pelo fato desta empresa possuir instalações no Brasil, podendo produzir aqui. O sistema inclui o bloqueio de embreagem do conversor de torque, eixo principal, três fileiras de engrenagens planetárias e conversor lateral P25000. Há quatro relações de engrenagem para frente e duas para trás.
A frenagem é feita de forma constante graças a um microprocessador que calcula a velocidade e a desaceleração desejada e comanda "a atuação de um retardador integrado à transmissão" e combinado "com o conjunto freio hidráulico principal e de emergência". Além desse sistema inovador há um freio hidráulico emergencial e um freio de estacionamento manual.

#### Suspensão e trem de rolamento
A princípio os engenheiros pensavam numa suspensão de barras de torção, mas numa visita à Defence Components Exhibition, no Reino Unido, interessaram-se pela suspensão hidropneumática Dunlop empregada no Challenger 1. Para usá-la, o projeto original teria de ser modificado, mas conclui-se que valeria a pena e salvaria espaço. A deformação total é 400 mm, dos quais 330 mm são pela deflexão dinâmica, valor considerado bom. Ela funciona bem em temperaturas de 40 a 50°C, a vibração pouco impacta a tripulação e armas e as rodas rapidamente voltam ao lugar. Cada lado tem seis unidades hidropneumáticas.
O trem de rolamento é constituído de lagartas, doze rodas, dois tensores, dois condutores e seis rolos de apoio às lagartas superiores. As lagartas são da Diehl, cada faixa com "92 sapatas
fundidas em aço de alta resistência à abrasão", "conectadas por duplo pino e conectores com extensão para reduzir a pressão sobre o solo", cada sapata feita de "dois pads de borracha removíveis". Uma fita de aço no meio das ligações conecta aos trilhos. Amortecedores hidráulicos estão na primeira, segunda e sexta rodas de apoio. As rodas de apoio e tensoras são fundidas em aço de alta resistência à abrasão e emborrachadas, enquanto os roletes de apoio são fundidos em aço e emborrachados. A montagem e desmontagem duram 40 minutos, e o conjunto dura 8.000 km percorridos.

#### Armamento e instrumentos
A versão mais simples tem um canhão de 105 mm raiado L7/M68 britânico, amplamente utilizado no Ocidente. Sua munição era facilmente obtida e mais barata por ser produzida em vários países. A versão de exportação deveria ter um canhão Rheinmetall de 120 mm, mas como o governo alemão não permitiu a venda a Engesa usou o GIAT francês. A outra possibilidade não era viável por ser, ao contrário do GIAT e Rheinmetall de alma lisa, o L11 britânico de alma raiada, produzindo um recuo inaceitável para o peso de um veículo de apenas 42 toneladas. Aos compradores era oferecido o canhão de 125 mm 2A46 russo. No P1 e P2 o canhão pode subir 20 graus e descer 10. A estabilização em dois planos permite atirar com precisão em movimento. 
A munição seria importada do Reino Unido e França. O P1 pode usar munição APDS, APFSDS, HEAT e HESH, armazenada em 12 cartuchos na parte traseira da torre e 33 na parte dianteira da carcaça, separado da tripulação por uma porta blindada. A munição pode ser removida por uma escotilha no lado esquerdo da torre. Como o teto da torre é mais fraco que a porta blindada, a explosão da munição vai para cima e não na direção da tripulação. O P2 usa munição APFSDS (OFL) e HEAT (G1 POL), 12 cartuchos na torre e 28 na carcaça.

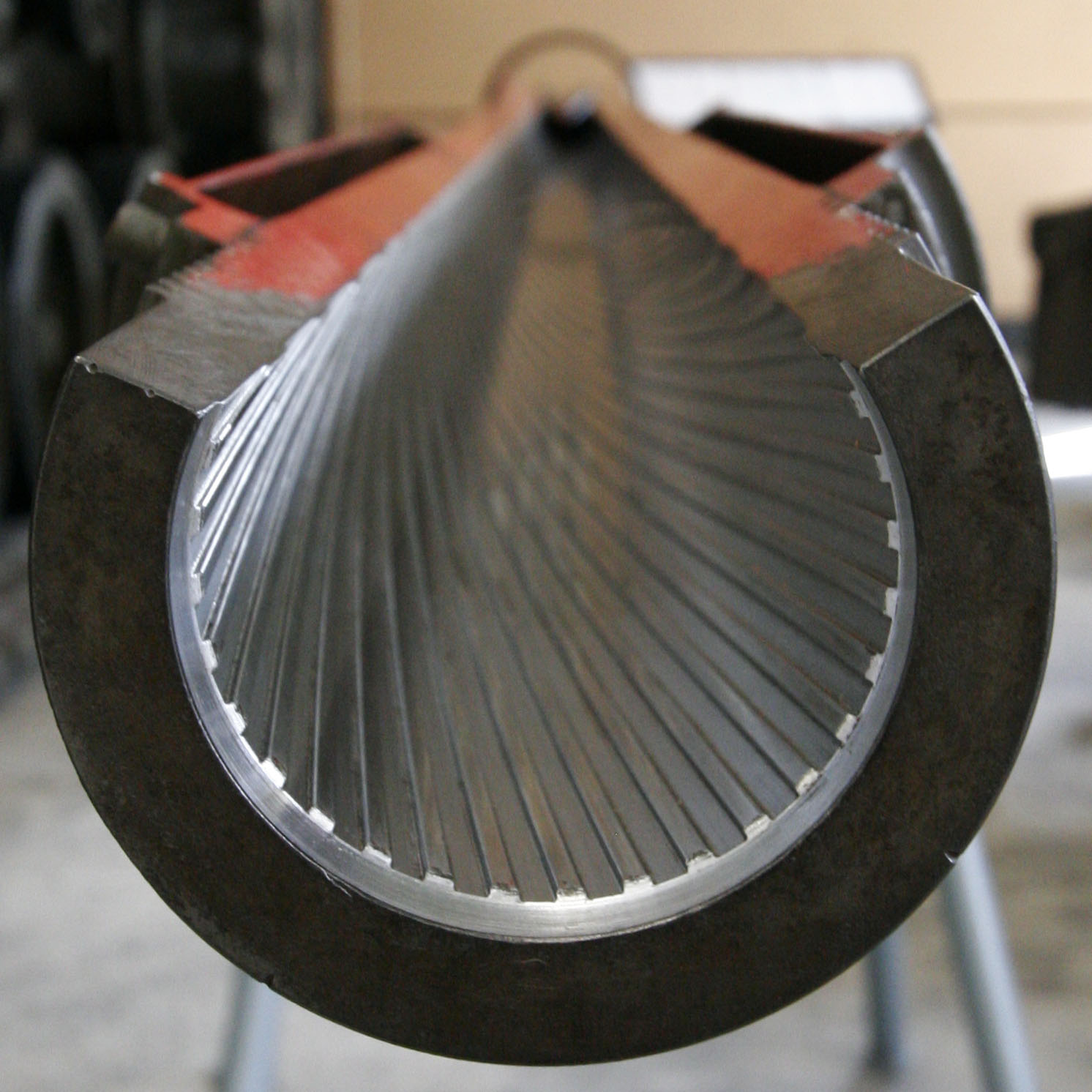
Cano de um canhão 105 mm L7

Para acompanhar seus concorrentes de terceira geração, reduzir o tempo de pontaria e aumentar os acertos no primeiro tiro cada versão tem um computador de tiro de 16 bits; os tripulantes usam uma série de periscópios, que podem chegar a cinco para o comandante. No P1 o sistema de tiro é o LRS-5 DNSC da belga OIP Optics. O atirador tem um periscópio LRS-5 dia/noite com telêmetro a laser, enquanto o comandante tem uma tela denominada CBD para operar o sistema e pode apontar o canhão com a mira SCS-5, mas não dispõe de telêmetro a laser. Uma limitação do P1 é que os periscópios são acoplados mecanicamente ao canhão, reduzindo a precisão do tiro em movimento. Já no P2 o computador é o Centaur AFCS da Marconi. Tanto o comandante quanto o atirador têm as miras noturnas panorâmicas Philips USAF UA 9090 ou TRT Castor. O atirador tem o periscópio SFIM VS-580 19E, enquanto o comandante tem o SFIM VS-580 VCAS 10, ambos diurnos e com telêmetro a laser. 
Os telêmetros medem a distância do alvo numa faixa de 300–9.995 m com precisão de 10 m (P1) ou 400–10.000 m com precisão de 7 m (P2). O sistema de controle leva em conta o o tipo de munição, a distância e velocidade do alvo, direção do vento, desgaste da alma do tubo, inclinação lateral do veículo, etc. e usa uma "janela de coincidência", analisando as posições do canhão e da mira do atirador e fazendo com que o disparo só ocorra se, durante a oscilação, estiver alinhado aos periscópios.
Além desses instrumentos o motorista tem três periscópios, incluindo o noturno PDP/SS130 da Pilkington PE/Rank.
O armamento secundário é citado como uma metralhadora 7.62 mm coaxial e outra antiaérea; uma FN MAG 7.62 mm coaxial e outra metralhadora 7,62 mm ou 12,7 mm; uma M60 7,62 mm coaxial à esquerda do canhão, com a FN MAG como possibilidade, e "em uma segunda versão" uma 7,62 mm ou 12,7 mm M2HB na escotilha do comandante, de função também antiaérea; coaxial EX34/Hughes 7,62 mm no lado esquerdo da torre e Browning/HBM2C 12,7x99mm NATO em frente à escotilha do municiador.

## Variantes
A Engesa teve em 1985–1988 uma parceria com a NORICUN Maschinenbau und Handel GmbH, subsidiária militar da VÖEST-ALPINE AG austríaca, planejando fabricar seu promissor obuseiro de 155 mm GHN-45 por transferência de tecnologia e também instalá-lo no chassi do Osório como versão autopropulsada. Outras variações no chassi seriam antiaérea, com dois canhões Oerlikon de 35 mm, de engenharia, de recuperação e lançador de ponte.

## Comparação
| Tanque       | Canhão (mm) | Peso (t) | Potência (hp) | Potência/peso (hp/t) | Comprimento (m) | Largura (m) | Velocidade (km/h) | Alcance operacional (km) |
| ------------ | ----------- | -------- | ------------- | -------------------- | --------------- | ----------- | ----------------- | ------------------------ |
| P1           | 105         | 40,9     | 1.100         | 26,89                | 9,36            | 3,26        | 70                | 550                      |
| P2           | 120         | 43,7     | 1.100         | 25,17                | 10,1            | 3,26        | 70                | 550                      |
| MB-3 Tamoyo  | 90          | 30       | 500           | 16,6                 | 8,77            | 3,2         | 67                | 550                      |
| Tamoyo III   | 105         | 31       | 736           | 23,74                | 8,9             | 3,2         | 67                | 550                      |
| M1A1 Abrams  | 120         | 57,155   | 1.500         | 26,24                | 9,83            | 3,66        | 66,8              | 460                      |
| M1A2 Abrams  | 120         | 61,69    | 1.500         | 24,31                | 9,83            | 3,66        |                   |                          |
| Challenger 1 | 120         | 62       | 1.200         | 19,35                | 11,56           | 3,42        | 56                | 450                      |
| C1 Ariete    | 120         | 54       | 1.300         | 24,7                 | 9,67            | 3,6         | 65                | 550–600                  |
| Leopard 2    | 120         | 55,15    | 1.500         | 27                   | 9,67            | 3,7         | 72                | 550                      |
| T-80         | 125         | 46       | 1.250         | 27,2                 | 9,66            | 3,59        | 70                | 335                      |

### Citações
1. 1 2 3 4 5 6 7 8 9 10 11 12  Bastos 2005.
2. 1 2 3 4 5 6 7 8 9 10 11 12 13 14 15 16  Archived Report - EE-T1 Osorio/Al-Fahd (Fevereiro de 1997). Forecast International (em inglês).
3. 1 2 3 4 5 6 7 8 9  Strachman & Degl'lesposti 2010, pp. 49-55.
4. 1 2 3 4 5 6 7  Gelbart 1996, pp. 13-14.
5. 1 2 3 4 5 6  Nita 2014, pp. 22-23.
6. 1 2 3 4 5 6 7 8 9 10 11 12 13 14  Engesa EE-T1 Osório (27 de dezembro de 2015). Forças Terrestres. Consultado em 21 de janeiro de 2021.
7. 1 2 3 4 5 6 7 8 9  Bastos, Expedito Carlos Stephani (10 de junho de 2003). «Carro de combate EE-T1 Osório — A maior de todas as chances». Defesa@Net. Consultado em 21 de janeiro de 2021
8. 1 2  Neto, Ricardo Bonalume (9 de novembro de 2002). «Melhor tanque do Brasil será leiloado». Folha de S. Paulo. Consultado em 22 de janeiro de 2021
9. 1 2 3 4 5 6 7 8 9 10 11 12 13  Neto 2017.
10. 1 2  O Osório — Uma lição importante. Defesa BR. Consultado em 20 de janeiro de 2021.
11. 1 2 3  Ladeira Junior 2013, pp. 176-177.
12. 1 2  Osório — Invenções brasileiras. Associação Nacional dos Inventores. Consultado em 21 de janeiro de 2021.
13. 1 2  Nita 2014, pp. 4-6.
14. 1 2 3  Bacchi 2012.
15. ↑  Neto 2007.
16. 1 2 3 4  Ladeira Junior 2013, pp. 185-186.
17. ↑  Bressan 2016, pp. 25-27.
18. ↑  Amorim Júnior 2001.
19. ↑  Azevedo 2018.
20. 1 2  Dorigon 2010, pp. 22-23.
21. 1 2  Mello 2010, pp. 147-151.
22. ↑  Ladeira Junior 2013, p. 161.
23. 1 2 3 4 5 6  Nita 2014, pp. 6-8.
24. 1 2 3 4 5  Bacchi, Reginaldo da Silva. MBT Osório. Military Zone. Consultado em 27 de janeiro de 2021.
25. 1 2 3 4  Nita 2014, pp. 18-20.
26. ↑  Ladeira Junior 2013, pp. 192-196.
27. ↑  Ladeira Junior 2013, p. 91.
28. ↑  Ladeira Junior 2013, p. 202.
29. ↑  Ambrósio 2016.
30. ↑  Dapía 2008, pp. 44-45.
31. ↑  Ladeira Junior 2013, p. 199.
32. 1 2 3 4  Ladeira Junior 2013, pp. 196-203.
33. ↑  Ladeira Junior 2013, p. 266.
34. ↑  Ladeira Junior 2013, p. 74.
35. ↑  Chaves, Armando Luiz Malan Paiva (8 de dezembro de 2017). Um outro lado da história da Engesa. Forças Terrestres. Consultado em 27 de janeiro de 2021.
36. ↑  Souza Junior 2010, Anexo A.
37. 1 2 3  Nita 2014, pp. 8-13.
38. ↑  Nita 2014, p. 8.
39. ↑  Ladeira Junior 2013, p. 178.
40. 1 2  Nita 2014, pp. 13-15.
41. 1 2 3 4 5  Nita 2014, pp. 15-17.
42. ↑  Nita 2014, p. 17.
43. ↑  Bastos, Expedito Carlos Stephani (14 de novembro de 2008). Obuseiro EE-T1 Osório AP de 155 mm. UFJF Defesa. Consultado em 28 de janeiro de 2021.
44. ↑  Nita 2014, pp. 17-18.
45. ↑  Gelbart 1996.